# Île du Moulin (Charente)
Pour les articles homonymes, voir Île du Moulin.
L'île du Moulin est une île fluviale de la Charente, située sur la commune de Mainxe-Gondeville.

## Description
L'île est occupée par un ancien moulin habité et par une vigne (vignoble Dominique Davy).  

## Histoire
Le ponton qui permettait aux bateaux de plaisance d'accoster sur l'île du Moulin étant hors d'usage depuis plusieurs années, un nouveau ponton est aménagé en 2011. 